# Soldato romano
Soldato romano è un dipinto di Achille Funi. Eseguito verso il 1941, appartiene alle collezioni d'arte della Fondazione Cariplo.

## Descrizione
La figura del centurione è abbozzata con tratto sciolto e libero. L'analisi della testa e del braccio piegato rivela pentimenti.

## Storia
Si tratta, come per Dea Roma, di un cartone preparatorio per un pannello intitolato Tutte le strade portano a Roma, l'unico realizzato, nel 1943, dei tre progettati per l'atrio del Palazzo dei Congressi dell'EUR. 
È stato erroneamente considerato uno studio per gli affreschi della chiesa di San Giorgio al Palazzo a Milano, realizzati da Funi tra il 1931 e il 1933.